# Gephyrina nigropunctata
Gephyrina nigropunctata är en spindelart som beskrevs av Cândido Firmino de Mello-Leitão 1929. 
Gephyrina nigropunctata ingår i släktet Gephyrina och familjen snabblöparspindlar. Inga underarter finns listade i Catalogue of Life.